# Tycherus fuscibucca
Tycherus fuscibucca är en stekelart som först beskrevs av Berthoumieu 1901.  Tycherus fuscibucca ingår i släktet Tycherus och familjen brokparasitsteklar. Inga underarter finns listade i Catalogue of Life.